# 6 Years – 6 Nights
6 Years – 6 Nights – singlem zapowiadający album 21st Century niemieckiego zespołu Blue System. Został wydany w 1994 roku przez wytwórnię Hansa International.

## Lista utworów
7" (Hansa 74321-18976-7) (BMG) rok 1994
| Nr | Tytuł                             | Długość |
| -- | --------------------------------- | ------- |
| 1. | 6 Years – 6 Nights (Radio Mix)    | 3:45    |
| 2. | 6 Years – 6 Nights (Instrumental) | 3:45    |

12" (Hansa 74321-18976-1) (BMG) rok 1994
| Nr | Tytuł                             | Długość |
| -- | --------------------------------- | ------- |
| 1. | 6 Years – 6 Nights (Radio Mix)    | 3:45    |
| 2. | 6 Years – 6 Nights (Classic Mix)  | 3:43    |
| 3. | 6 Years – 6 Nights (Prison Mix)   | 5:44    |
| 4. | 6 Years – 6 Nights (Instrumental) | 3:45    |

CD (Hansa 74321-18976-2) (BMG) rok 1994
| Nr | Tytuł                             | Długość |
| -- | --------------------------------- | ------- |
| 1. | 6 Years – 6 Nights (Radio Mix)    | 3:45    |
| 2. | 6 Years – 6 Nights (Classic Mix)  | 3:43    |
| 3. | 6 Years – 6 Nights (Instrumental) | 3:45    |
| 4. | 6 Years – 6 Nights (Prison Mix)   | 5:44    |

## Lista przebojów (1994)
| Państwo | Najwyższe miejsce |
| ------- | ----------------- |
| Niemcy  | 47                |
| Łotwa   | 9                 |

## Autorzy
- Muzyka: Dieter Bohlen
- Autor Tekstów: Dieter Bohlen
- Wokalista: Dieter Bohlen
- Producent: Dieter Bohlen
- Aranżacja: Dieter Bohlen
- Współproducent: Luis Rodriguez